# Onigawara

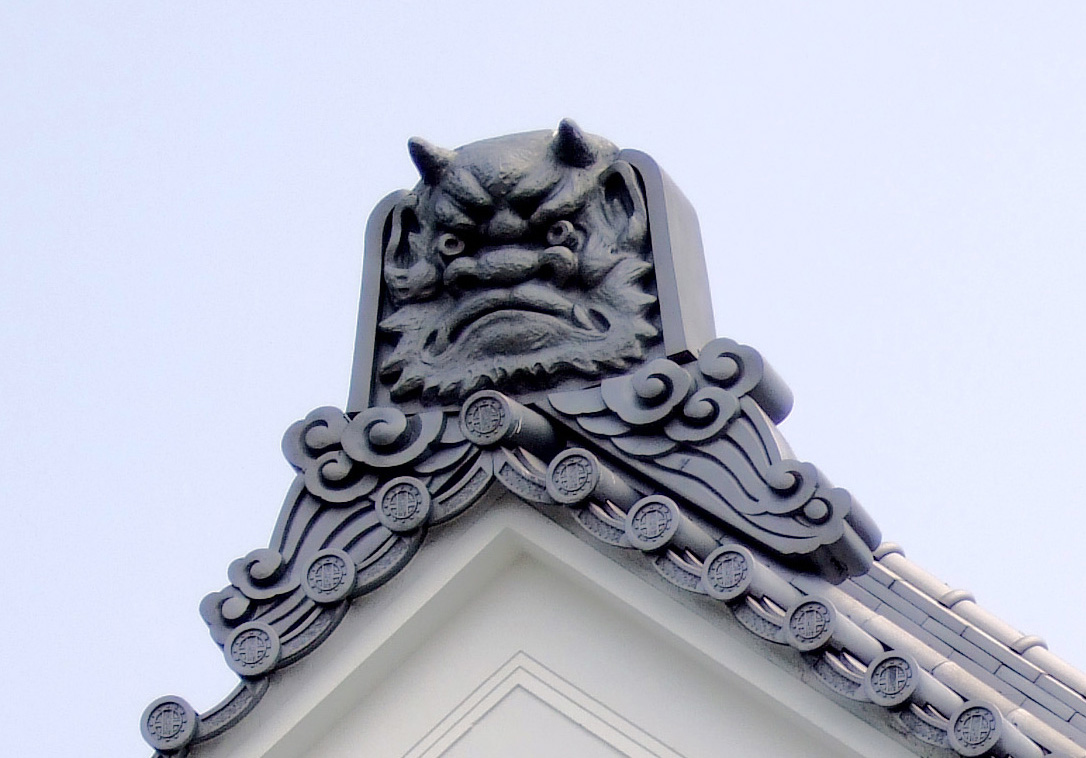
Onigawara

Onigawara (鬼瓦, lit. telha ogre) refere-se a um tipo de ornamentação utilizada acima do gablete, no telhado em arquitetura japonesa. Trata-se de telhas ou estátuas que retratam um ogro japonês (oni) ou um besta temível. Antes do período Heian, ornamentos semelhantes com desenhos florais ou vegetais, (hanagawara) eram empregues, contudo estes foram substituídos pelos onigawara. O padrão atual parece vir de um elemento arquitectónico anterior, o oni-ita, uma placa pintada com o rosto de um oni, com função de quebrar os vazamentos do telhado. Durante o período Nara, o azulejo foi decorado com outros motivos, porém mais tarde adquiriu uma função distinta no qual é fortemente empregue o tradicional ogre. O onigawara foi frequentemente utilizado em templos budistas japoneses.

## Imagens

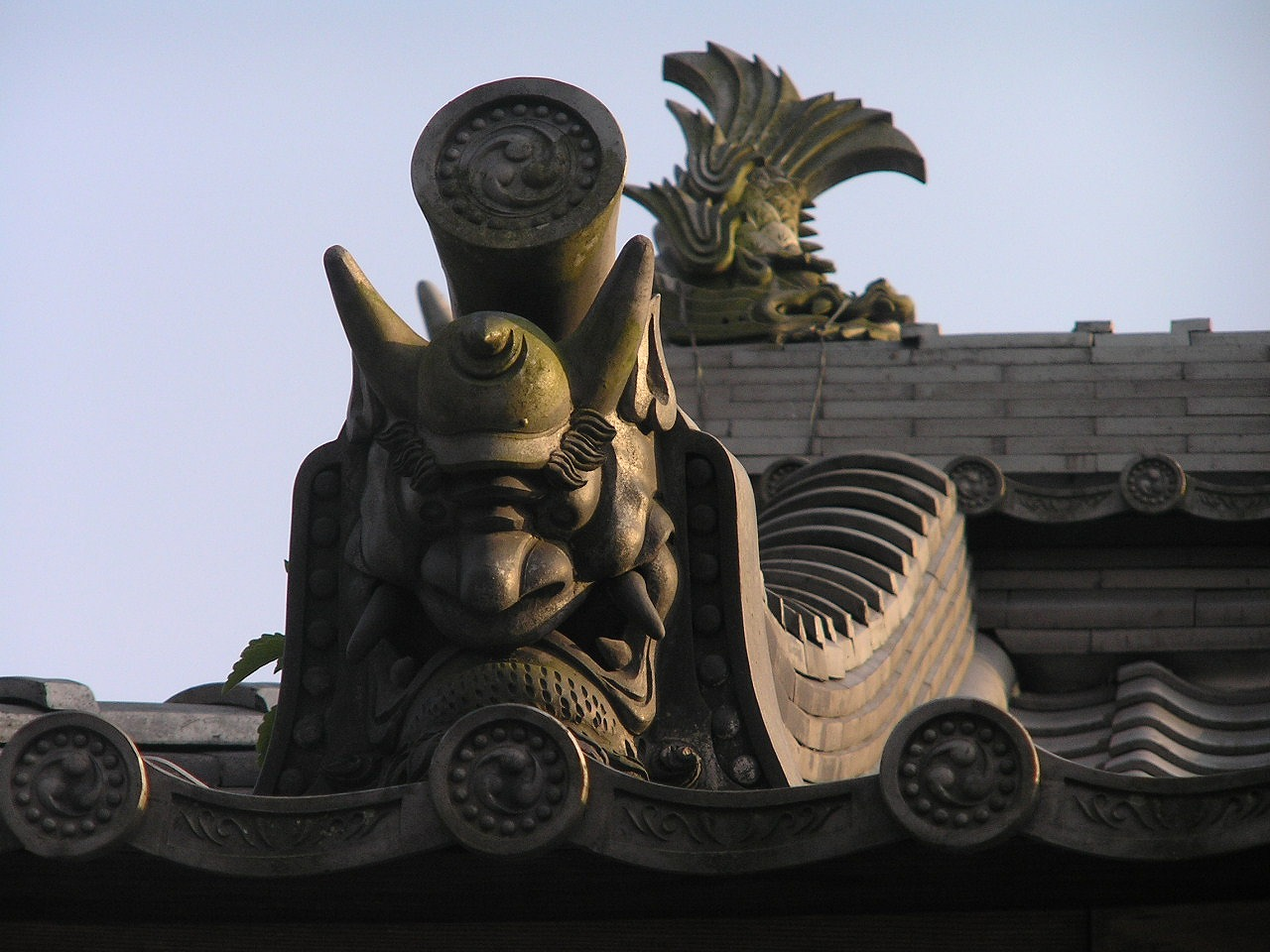
Jōdo-ji
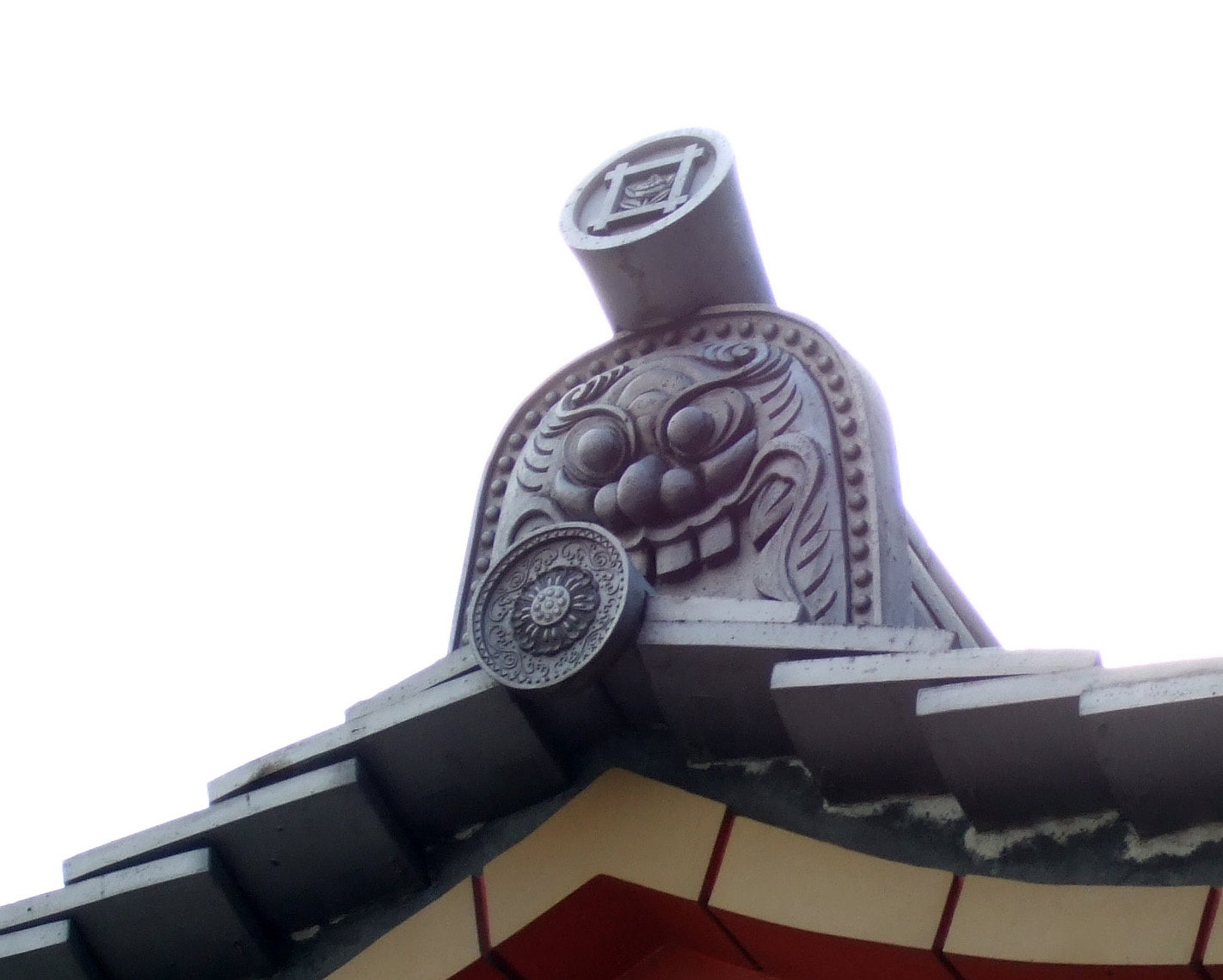
Zenkoku-ji
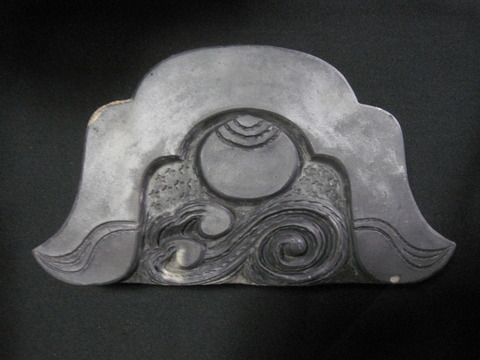
Cintamani
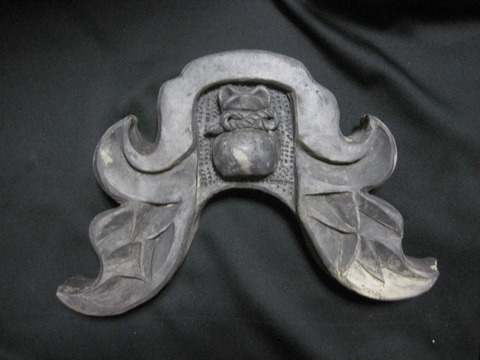
Kinchaku
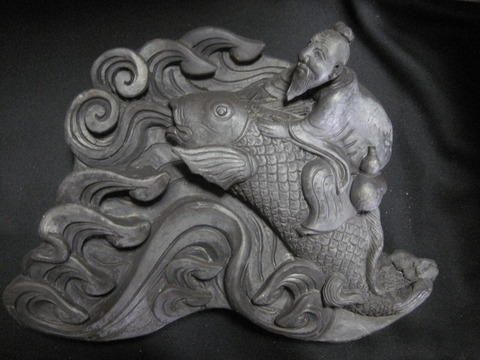
Kinkou Sennin
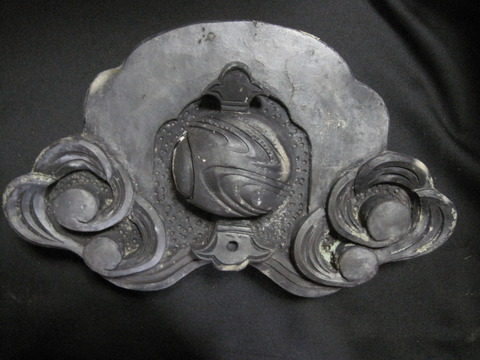
Uchide no kozuchi
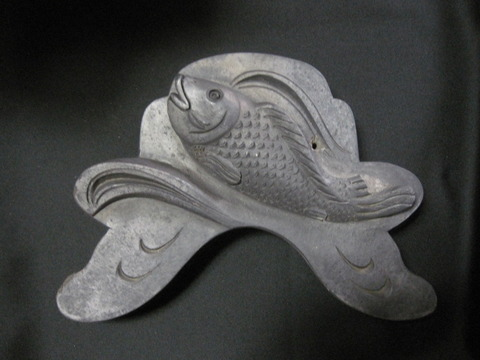
Common carp